# Aenne Biermann

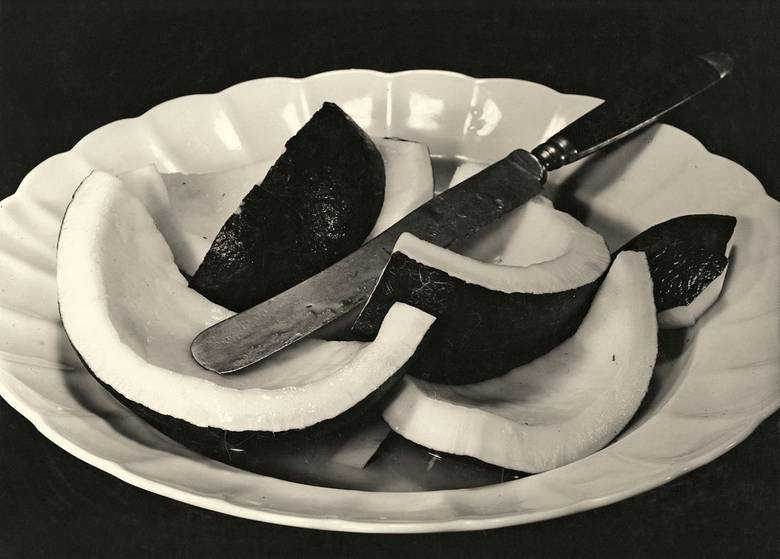
Cocosnuss, 1929

Aenne Biermann, nacida como Anna Sibilla Sternfeld, (Goch, 8 de marzo de 1898 - Gera, 14 de enero de 1933) fue una fotógrafa alemana judío asquenazí. Fue una de las principales impulsoras de la Nueva objetividad, un movimiento artístico desarrollado en la República de Weimar en la década de 1920.

## Trayectoria
Biermann nació en 1898 en una ciudad de Renania del Norte-Westfalia, en una rica familia asquenazí. Su madre fue Julie Geck y su padre Alfons Sternfeld, dueño de una fábrica de cuero que había heredado de su padre, Wolfgang Sternfeld. En 1920, se casó con Herbert Joseph Biermann, un comerciante textil de Goch. Tuvieron dos hijos, en 1921 una hija llamada Helga y en 1923 un hijo llamado Gershon.
Fue una fotógrafa autodidacta. Sus primeros modelos fueron sus dos hijos, Helga y Gershon. La mayoría de sus fotografías fueron tomadas entre 1925 y 1933. Poco a poco se convirtió en una de las principales impulsoras de la Nueva objetividad, un movimiento artístico en la República de Weimar. Su obra se hizo conocida internacionalmente a finales de la década de 1920, formando parte de todas las exposiciones importantes de fotografía alemana.
Entre las exposiciones más importantes de su carrera, se encuentran la del Kunstkabinett de Múnich, la de la asociación de artistas Deutscher Werkbund y la del Museo Folkwang. Otras exposiciones importantes incluyen la titulada Das Lichtbild celebrada en Múnich en 1930 y la de 1931 en el Palacio de Bellas Artes en Bruselas.
Falleció de una enfermedad hepática en 1933 en Gera.

## Reconocimientos
En el 1930, Franz Roh, critico del arte y primer mecenas de Biermann, financió el monográfico, diseñado por Jan Tschichold y titulado Aenne Biermann. 60 Photos.
Desde 1992, el Museo de Gera organiza anualmente el concurso del Premio Aenne Biermann de Fotografía Alemana Contemporánea, uno de los eventos más importantes de fotografía en Alemania.